# Bulbophyllum goliathense
Bulbophyllum goliathense là một loài phong lan thuộc chi Bulbophyllum.